# Sady nad Torysou
Sady nad Torysou jsou obec na Slovensku, v okrese Košice-okolí. Vznikla v roce 1964 spojením vesnic Zdoba (s řeckokatolickým chrámem Nanebevzetí Panny Marie) a Byster, které odděluje řeka Torysa. V roce 2010 zde žilo 1 798 obyvatel, rozloha katastrálního území činí 8,45 km².